# Sapin baumier
Abies balsamea
Espèce
Statut de conservation UICN

 LC  : Préoccupation mineure
Le sapin baumier (Abies balsamea (L.) Mill., 1768) est une espèce de sapins de la famille des Pinaceae, originaire d'Amérique du Nord. Il atteint 15 à 20 mètres de hauteur et le tronc plus de 60 centimètres de diamètre.

## Description morphologique

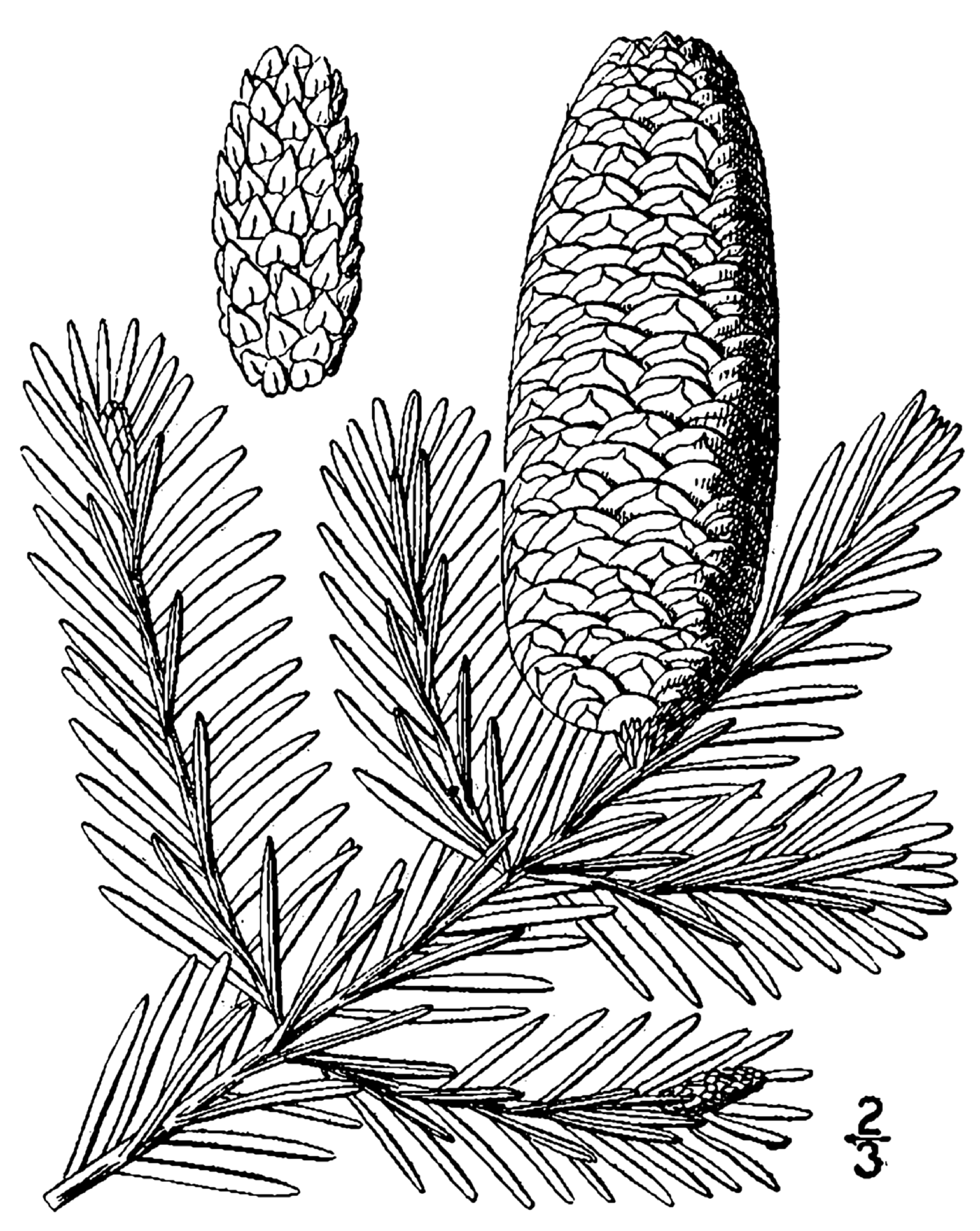
Cône de sapin baumier

Cet arbre de forme globalement pyramidale peut atteindre une vingtaine de mètres de hauteur et a une durée de vie de 70 à 150 ans.
Les cônes de 5 à 10 centimètres se dressent verticalement sur les rameaux. Ils mûrissent en automne et perdent leurs écailles, seul le rachis persiste jusqu'à l'été suivant.
Les aiguilles sont plates, odorantes, avec deux raies blanches en dessous. Les rameaux à l'ombre portent leur aiguilles sur deux rangées horizontales alors que ceux exposés au soleil en ont sur tout le tour de la tige.
L'écorce des jeunes sujets est lisse, d'une couleur tirant sur le gris et elle porte des vésicules contenant de la résine, dont on tire la gomme de sapin ou baume du Canada.

## Répartition et habitat

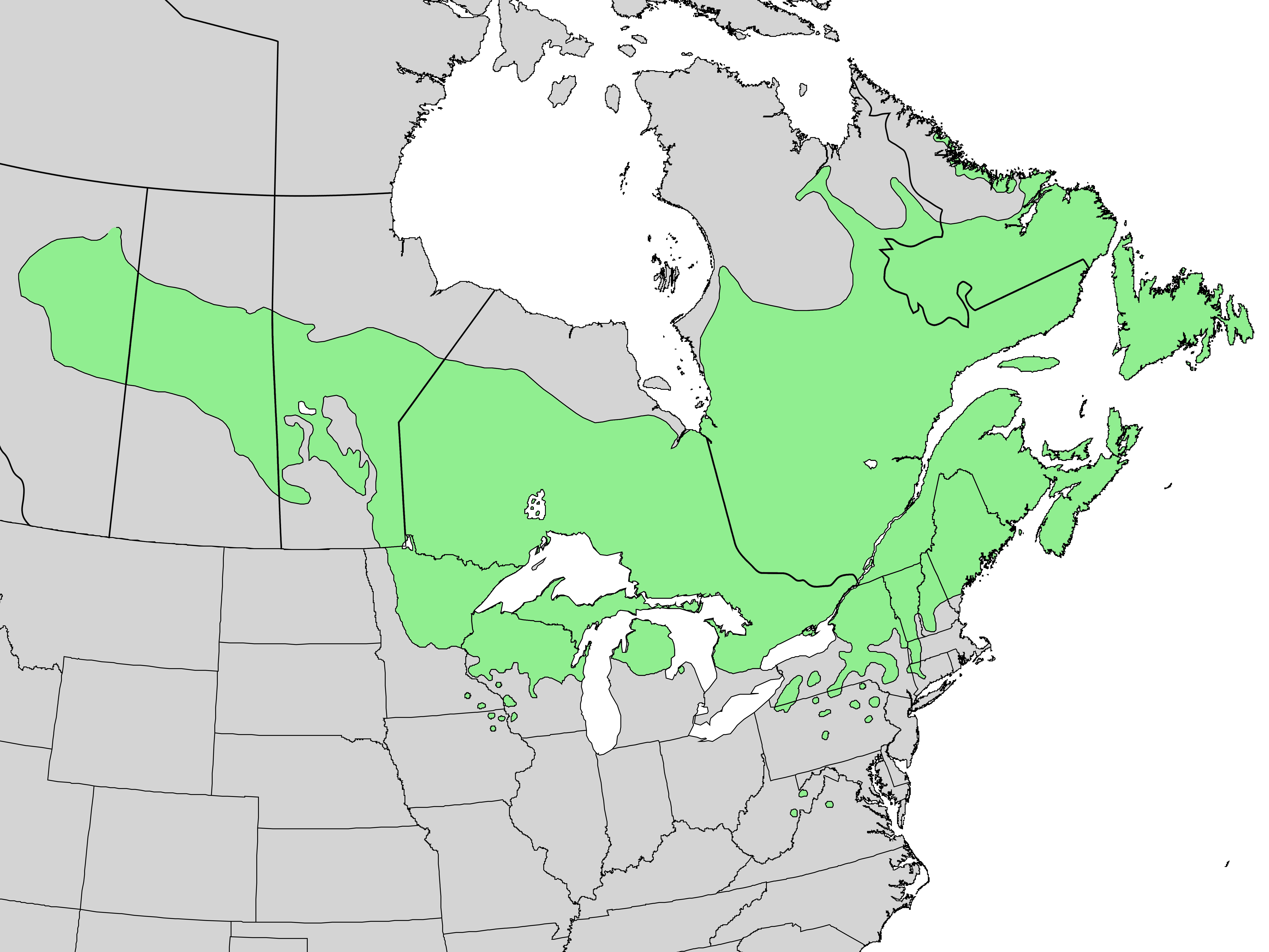
Aire de répartition du sapin baumier à l'état spontané

Cette espèce est originaire d’Amérique du Nord (nord-est des États-Unis, centre et est du Canada) mais a été introduite sur d’autres continents.
Ce conifère a besoin d'un bon ensoleillement pour prospérer ; on le trouve donc plutôt en bordure de forêt, dans les trouées ou en seconde pousse, après les bouleaux et trembles dans les zones forestières incendiées, détruites et les champs abandonnés…Il tolère l'ombre légère et peut rester longtemps en sous-étage pour pousser rapidement à la suite d'une ouverture du couvert forestier. Il envahit souvent les érablières abandonnées qui étaient maintenues artificiellement par la coupe des autres essences forestières, ainsi que les forêts dégradées. Il pousse, dans ses régions d’origine, entre le niveau de la mer et une altitude de 1 700 m.
C'est dans la province canadienne du Québec que le sapin baumier atteint sa latitude la plus septentrionale, atteignant dans l'Ungava la latitude N. 58°. Il s'accommode de presque tous les habitats, mais il préfère un climat froid et un sol constamment humide.

## Rôle écologique

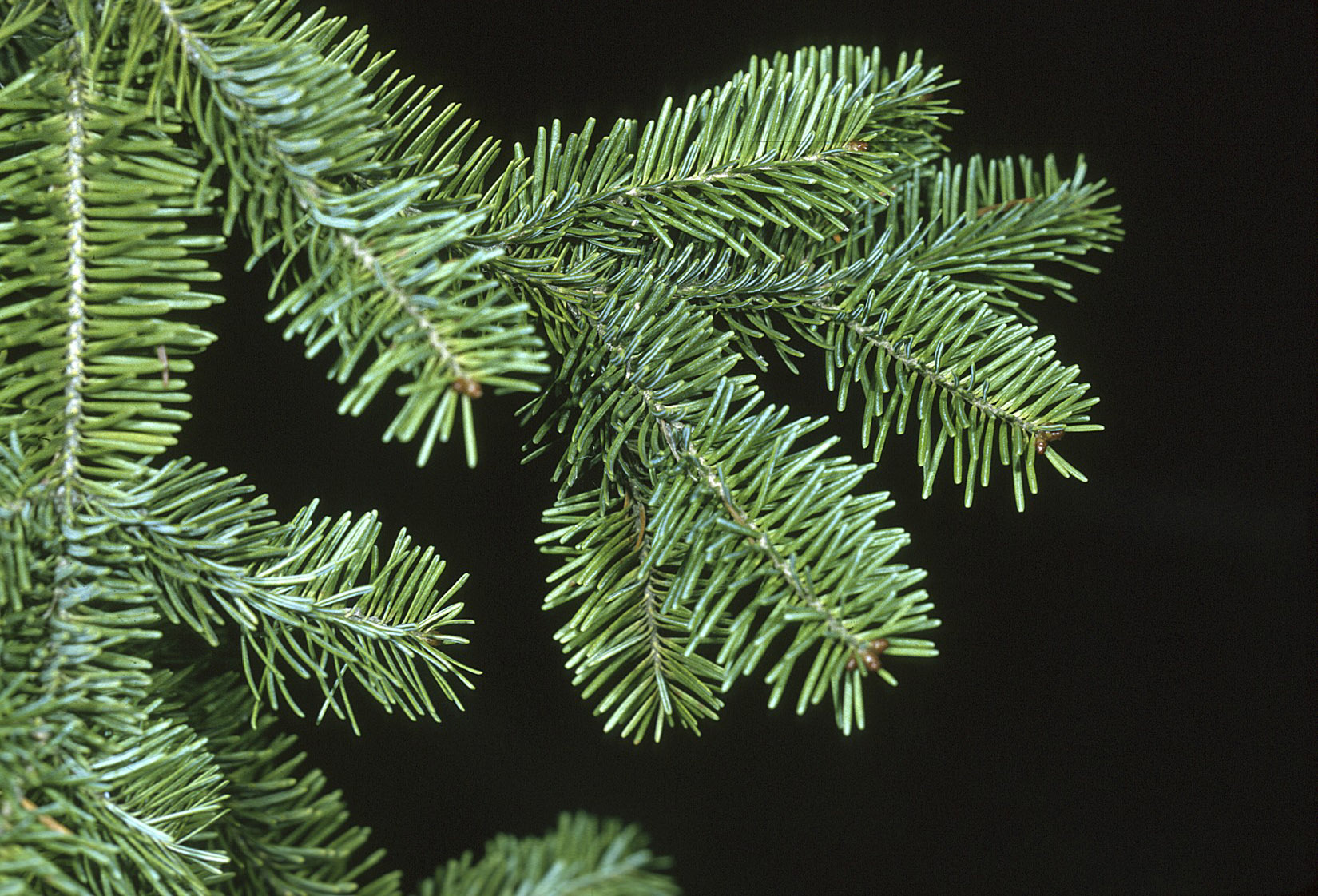
Une branche de sapin baumier.

Par son rôle de brise-vent, cet arbre permet l'existence de microclimats qui favorisent l'implantation de la faune.
Les graines sont un aliment utile en hiver pour la gélinotte huppée ainsi que pour d'autres oiseaux et petits mammifères. L'élan trouve lui aussi en hiver une source de nourriture dans son feuillage.
C'est de plus l'essence préférée d'un ravageur, la tordeuse des bourgeons de l'épinette (Choristoneura fumiferana), et l'hôte habituel du champignon Melampsorella caryophyllacearum, qui cause la maladie du balai de sorcière.

## Utilisations
La gomme de ce sapin est une oléorésine utilisée en optique et en pharmacie sous le nom de « baume du Canada,,,. » On l'a parfois pris pour l'annedda, parce qu'on parle à son sujet de « thé de sapin » ; mais l'« arbre de vie » qui sauva l'équipage de Jacques Cartier d'une épidémie de scorbut est, selon Rollet, la Pruche du Canada.
Les aiguilles sont parfois infusées pour en faire une tisane.
Le bois est utilisé pour la fabrication de papier et de bois de charpente. Les sapins baumiers servent aussi d'arbres de Noël parce qu'une fois l'arbre coupé, les aiguilles tiennent mieux que celles des épicéas.
Les sapins baumiers sont peu employés en aménagement paysager. L'arbre est peu résistant aux conditions urbaine, est sensible à divers maladies et insectes, devient souvent creux à l'âge adulte et casse donc facilement. Les épinettes sont plus résistantes et vieillissent mieux. Il existe de beaux cultivars nains et pleureurs de sapins baumiers  chez les pépiniéristes
Le sapin baumier est l'emblème du Nouveau-Brunswick.

### Ethnobotanique autochtone
Les Amérindiens l'utilisent à des fins médicinales diverses.
Les Abénakis utilisent la gomme pour les démangeaisons légères et comme onguent antiseptique. Ils fourrent les feuilles, les aiguilles et le bois dans des oreillers comme panacée.
Les Algonquins du Québec appliquent un cataplasme de gomme sur les plaies ouvertes, les piqûres d'insectes, les furoncles et les infections, utilisent les aiguilles comme sudatoire pour les femmes après l'accouchement et à d'autres fins, utilisent les racines pour les maladies cardiaques, utilisent les aiguilles pour faire un thé laxatif, et utilisent les aiguilles pour faire des cataplasmes.
Les Atikamekw mâchent la sève comme remède contre le rhume et utilisent les rameaux comme tapis pour le sol des tentes.
Les Cris utilisent la poix pour les irrégularités menstruelles, et prennent une infusion de l'écorce et parfois du bois pour la toux. Ils utilisent la poix et la graisse comme onguent pour la gale et les furoncles. Ils appliquent un cataplasme de poix sur les coupures. Ils utilisent également une décoction de poix et d'huile d'esturgeon utilisée pour la tuberculose, et prennent une infusion d'écorce pour la tuberculose. Ils utilisent également les rameaux pour fabriquer des abris en broussailles et se servent du bois pour fabriquer des pagaies.
Les Innus râpent l'écorce intérieure et la consomment pour améliorer leur régime alimentaire.
Les Iroquois utilisent la vapeur d'une décoction de branches comme bain pour les rhumatismes et la parturition, et ingèrent une décoction de la plante pour les rhumatismes. Ils prennent une décoction composée pour les rhumes et la toux, la mélangeant parfois avec de l'alcool. Ils appliquent une décoction composée de la plante pour les coupures, les entorses, les contusions et les plaies. Ils appliquent un cataplasme de gomme et de rognons de castor séchés pour le cancer. Ils prennent également une décoction composée dans les premiers stades de la tuberculose, et ils utilisent la plante pour l'énurésie et la gonorrhée.
Les Malécites utilisent le jus de la plante comme laxatif, utilisent la poix dans des médicaments et utilisent une infusion de l'écorce, parfois mélangée à de l'écorce d'épinette et de mélèze, pour soigner la gonorrhée. Ils utilisent les aiguilles et les branches comme oreillers et literie, les racines comme fil, et utilisent la poix pour imperméabiliser les coutures des canoës.
Les Menominee utilisent l'écorce intérieure comme assaisonnement pour les médicaments, prennent une infusion de l'écorce intérieure pour les douleurs de poitrine et utilisent le baume liquide pressé du tronc pour les rhumes et les troubles pulmonaires. Ils utilisent également l'écorce interne en cataplasme pour des maladies non spécifiées. Ils appliquent également la gomme des ampoules de la plante sur les plaies.
Les Miꞌkmaq utilisent un cataplasme d'écorce interne pour un usage non spécifié, utilisent les bourgeons, les cônes et l'écorce interne pour la diarrhée, utilisent la gomme pour les brûlures, les rhumes, les fractures, les plaies et les blessures, utilisent les cônes pour les coliques et utilisent les bourgeons comme laxatif. Ils utilisent également l'écorce pour la gonorrhée et les bourgeons comme laxatif. Ils utilisent les rameaux pour faire des lits, utilisent l'écorce pour faire une boisson et utilisent le bois comme bois d'allumage et combustible.
Les Ojibwés font fondre la gomme sur des pierres chaudes et en inhalent les émanations pour soigner les maux de tête. Ils utilisent également une décoction de la racine comme vapeur à base de plantes pour les articulations rhumatismales. Ils combinent également la gomme avec de la graisse d'ours et l'utilisent comme onguent pour les cheveux. Ils utilisent les feuilles en forme d'aiguille dans le cadre d'une cérémonie impliquant un bain de sueur, et utilisent la gomme pour les rhumes et inhalent la fumée des feuilles pour les rhumes. Ils utilisent la plante comme remède contre la toux. La gomme est utilisée pour les plaies et un composé contenant des feuilles est utilisé comme lavage. Le baume liquide provenant des cloques d'écorce est utilisé pour les yeux douloureux. Ils font bouillir la résine deux fois et l'ajoutent au suif ou à la graisse pour faire une poix de canoë.
La gomme d'écorce est prise pour les douleurs thoraciques dues aux rhumes, appliquée sur les coupures et les plaies, et la décoction de l'écorce est utilisée pour provoquer la transpiration. La gomme d'écorce est également utilisée pour soigner la gonorrhée.
Les Penobscot enduisent de sève les plaies, les brûlures et les coupures.
Les Potawatomi utilisent les aiguilles pour fabriquer des oreillers, croyant que l'arôme empêche d'attraper un rhume. Ils utilisent également la gomme balsamique comme pommade pour les plaies et prennent une infusion de l'écorce pour soigner la tuberculose et d'autres affections internes.

## Liste des variétés
Selon Catalogue of Life (18 juin 2013) et World Checklist of Selected Plant Families (WCSP) (18 juin 2013) :
- variété Abies balsamea var. balsamea (L.) Mill. (1768)
- variété Abies balsamea var. phanerolepis Fernald (1909)